# Hagalund, Karlstad
Hagalund är ett bostadsområde i västra Karlstad. Området består till stor del av villor. Hagalund avgränsas i söder av E18 och i norr, öster och väster av Hagalundsvägen. Gatorna har blomsternamn efter trädskolan Stensborg som låg på området från 1918. Allén som gick fram till gården bevarades när området byggdes, i övrigt finns inte många spår kvar efter den brand som bröt ut på Hagalunds gård 1971 och den byggnation som sedan följde.